# 朱利安 (北卡羅萊納州)
朱利安（英語：Julian）是位於美國北卡羅萊納州吉爾福德縣的非建制地區。

## 歷史
朱利安的郵局自1885年營運至今。

## 地理
朱利安所處的海拔為高於海平面233米（即764英呎），而該地所採用的時區為UTC-5，即北美东部时区（EST）。同時該地設有夏令時間，為UTC-5調快一小時，即UTC-4（EDT）。